# 91 p.n.e.
| [ Edytuj tabelę ] | |
| Król Armenii      | - 95 p.n.e. Tigranes II 55 p.n.e.                                                                                               |
| Król Bosporu      | - 107 p.n.e. Mitrydates Eupator 70 p.n.e.                                                                                       |
| Król Bitynii      | - 94 p.n.e. Nikomedes IV 88 p.n.e. - 91 p.n.e. Sokrates Chrestos 90 p.n.e.                                                      |
| Cesarz Chin       | - 141 p.n.e. Han Wudi 87 p.n.e.                                                                                                 |
| Władca Egiptu     | - 110 p.n.e. Ptolemeusz X 88 p.n.e.                                                                                             |
| Król Judei        | - 103 p.n.e. Aleksander Jannaj 76 p.n.e.                                                                                        |
| Król Kommageny    | - 100 p.n.e. Mitrydates Kalinnikos 70 p.n.e.                                                                                    |
| Król Nabatei      | - 96 p.n.e. Obodas I 85 p.n.e.                                                                                                  |
| Król Numidii      | - 106 p.n.e. Gauda 88 p.n.e. |
| Król Partów       | - 124 p.n.e. Mitrydates II 87 p.n.e. - 91 p.n.e. Gotarzes I 80 p.n.e.                                                           |
| Król Pontu        | - 120 p.n.e. Mitrydates VI Eupator 63 p.n.e.                                                                                    |
| Władca Seleucydów | - 95 p.n.e. Antioch X Eusebes 83 p.n.e. - 95 p.n.e. Demetriusz III Filopator 88 p.n.e. - 95 p.n.e. Filip I Filadelfos 83 p.n.e. |

Rok 91 p.n.e.
stulecia: II wiek p.n.e. ~
I wiek p.n.e. ~
I wiek

lata: 101 p.n.e. «
95 p.n.e. «
94 p.n.e. «
93 p.n.e. «
92 p.n.e. «
91 p.n.e. »
90 p.n.e. »
89 p.n.e. »
88 p.n.e. »
87 p.n.e. »
81 p.n.e.

## Wydarzenia
Europa
- Marek Liwiusz Druzus wystąpił z inicjatywą nadania obywatelstwa rzymskiego italskim sojusznikom republiki.
- Początek Wojny Rzymu ze sprzymierzeńcami: po odrzuceniu przez senat Republiki Rzymskiej propozycji pokojowych sprzymierzeńców skonfederowane plemiona italskie zawiązują Italikę ze stolicą w Korfinium i powołują armię przeciwko Republice Rzymskiej[1].

Azja
- Sima Qian ukończył Zapiski historyka.

## Zmarli
- Kwintus Cecyliusz Metellus Numidyjski
- Marek Liwiusz Druzus, trybun ludowy; zamordowany w Rzymie[2].
- Wei Zifu, chińska cesarzowa